# Advance Patrol
Advance Patrol es un grupo de hip-hop de Malmö, Suecia. Los tres miembros son hispanoamericanos (2 chilenos y uno colombiano), pero crecieron en Lindängen, en Malmö. Cantan en sueco, inglés y español. El grupo se formó en 1998, pero se hicieron conocidos en Suecia el año 2000. El 2003 lanzaron su disco Utskrivna, que se convirtió en un verdadero hit, siendo considerados “El mejor grupo de hip-hop de Suecia”, según el diario Aftonbladet.
Su último álbum se titula "El Futuro" y está hecho en español, el primero de este grupo.

## Discografía

### Álbumes de estudio
- 2006: Aposteln
- 2007: Enligt AP
- 2009: El Futuro